# ピエール・ベンスーザン
ピエール・ベンスーザン（Pierre Bensusan、1957年10月30日 - ）は、アルジェリア系フランス人のギタリスト。
元々はスペインからアルジェリアへ移民してきたユダヤ人の一家に生まれ、後にアルジェリア独立戦争の騒乱から逃れフランスのパリに育つ。
彼の音楽はしばしばニューエイジ、ケルティック、フォーク・ミュージック、ワールドミュージック、ジャズ等にカテゴライズされ、バックグラウンドは彼自身の語るところによればフォーク・ミュージック、ケルティック、ジャズ、アフリカ音楽、シャンソン、ジャズ、アラブ音楽から影響を受けている。7歳の時にピアノを始めたことと、両親と姉妹の家族全員が無類の音楽好きだったのが、音楽を始めたきっかけだったという。影響を受けたミュージシャンとしては、デイヴィ・グレアム、ラリー・カールトン、ジャンゴ・ラインハルト、マーティン・カーシー、ニック・ジョーンズ、ライ・クーダー、ビッグ・ビル・ブルーンジー、レヴェレンド・ゲイリー・デイヴィス、ミシシッピ・ジョン・ハート、ドク・ワトソン、ジミ・ヘンドリックス、ジョン・マクラフリン、バート・ヤンシュ、ジョン・レンボーン、ラルフ・タウナー、ウェス・モンゴメリー、パット・メセニー、パコ・デ・ルシアと、古今東西国籍問わずジャンルは幅広い。
わずか17歳でプロ・デビューし、ファースト・アルバムは『Près de Paris』。著名なバンジョー・プレイヤーのビル・キースと、マンドリン担当として共にライブ・ツアーを行っていたこともある。「DADGAD」と呼ばれる変則チューニングを自在に使いこなし、そのメロディー・センスはしばしば現役のプロ・ミュージシャンも憧れるほどである。楽曲構成はギター中心だが、管楽器やフレットレスベース、自身の歌やスキャットを取り入れることもある。
打田十紀夫が主宰するTABギタースクールからの招聘で、2001年と2007年に来日公演を行っている。

## ディスコグラフィ

### アルバム
- Pres de Paris (1975年、Cezame)
- 2 (1977年、Cezame)
- 『ムジーク』 - Musiques (1979年、Cezame)
- 『ソリライ』 - Solilai (1981年、Stockfisch/Claddagh)
- 『スパイス』 - Spices (1988年、CBS)
- Wu Wei (1994年、Rounder)
- Live Au New Morning (1997年、XIII Bis)
- 『イントゥート』 - Intuite (2000年、Favored Nations)
- Bamboule (2001年、Acoustic Music)
- International Guitar Night (2004年、Favored Nations) ※with アンドリュー・ヨーク、ギンガ、ブライアン・ゴア
- 『アルティプラノ』 - Altiplanos (2005年、Favored Nations)
- Vividly (2010年、Favored Nations)
- Azwan (2020年、MVD Audio)

## 来日公演
- 2001年
  - 10月31日 東京 吉祥寺STAR PINE'S CAFE
  - 11月02日大阪 梅田バナナホール
  - 11月03日 名古屋 Tokuzo
  - 11月04日 東京 吉祥寺STAR PINE'S CAFE
- 2007年
  - 1月25日 東京 南青山MANDALA
  - 1月26日 東京 Back In Town
  - 1月27日 大阪 ESAKA MUSE
  - 1月28日 名古屋 Tokuzo
  - 1月30日 東京 吉祥寺STAR PINE'S CAFE